# Celtic (Beuys)
Celtic (Kinloch Rannoch)  und Celtic+~~~ waren zwei Aktionen mit einem ähnlichen Verlauf des deutschen Künstlers Joseph Beuys (1921–1986) in Zusammenarbeit mit dem dänischen Musiker und Fluxus-Komponisten Henning Christiansen in den Jahren 1970 und 1971.

## Vorgeschichte
Im Mai 1970 drehte Beuys bei einem Besuch in Edinburgh mit Richard Demarco im Rannoch Moor einen gleichnamigen Film, der dann bei Celtic projiziert wurde. Dieser zeigte die Moorlandschaft, davor hantierte eine Hand mit Fett bzw. Gelatine. Beuys: „… das lebte schon lange in mir: Schottland, Arthurs Tafelrunde, die Gralsgeschichte. Die Elemente trafen sich und traten zu Tage. Aufgrund der Vorarbeit. Man muß das nicht als Partitur werten. Die Vorarbeit hängt mit meinem Leben zusammen …“

## Celtic (Kinloch Rannoch)
Die Aktion Celtic (Kinloch Rannoch) führten Beuys und Christiansen als Beitrag zu den Edinburgher Festspielen 1970 am Edinburgh College of Art an fünf Tagen auf. Nach Angaben von Henning Christiansen vor dem eigentlichen Termin drei Mal und an einigen Tagen zweimal, insgesamt zwölf Mal. Die Aktion dauerte jeweils 3½ Stunden.

### Vorbereitung
In dem Raum standen das akustische Equipment Henning Christiansens – Kassettenrecorder, Tonbandgeräte, Verstärker – sowie ein Filmprojektor samt Projektionsfläche, ein Klavier und Mikrophone. An die rückwärtige Wand waren Gelatinestückchen geklebt. Eine Axt stand an einen der Mikrofonständer gelehnt. Des Weiteren kamen ein Speer, ein großer runder Silberteller, eine Leiter und eine Wandtafel zum Einsatz.
Beuys und Christiansen hatten vor der Aktion die zwei Stücke „Schottische Symphonie“ und „Requiem of Art - Fluxorum organum“ vorbereitet, die in Celtic abgespielt wurden. Ersteres gibt die Töne und Geräusche wieder, die beim Stimmen des Flügels im Aktionsraum entstanden waren.

### Die Aktion
In dem abgedunkelten, neonbeleuchteten Raum lief zunächst ein Tonband mit Klavieraufnahmen. Beuys begann, ein Diagramm auf die am Boden liegende Schultafel zu zeichnen und schob diese anschließend mit einem Stock durch den Raum. Er gab dabei Anweisung, den Film Eurasienstab – untermalt mit der Komposition fluxorum organum – abzuspielen. Während der Aktion stand Beuys unvermittelt in der Raummitte, schnitt Grimassen und vollführte lachend abstruse Verrenkungen. Im Anschluss wurde der Film Rannoch Moor vorgeführt, den Beuys mit anderen Protagonisten in den schottischen Highlands gedreht hatte. Die Begleitmusik stammte von dem Komponisten Arthur Køpcke. Danach ertönte brachiale Orgelmusik gemischt mit Schreien, während Beuys auf einer Leiter stehend die Gelatinestücke von den Wänden abnahm und auf einen mit der linken Hand balancierten Silberteller warf. Dann stellte er die Leiter beiseite, hob den Gelatineteller über seinen Kopf und goss die Masse über sich. Er stellte den Teller auf den Boden, hob stattdessen die Schultafel mit dem Diagramm auf und rief „Ö! Ö! Ö!“. Danach legte er sich auf den Boden, sprang wieder auf, ergriff den Speer und verweilte in stehender Position, geradeaus blickend, über eine Stunde lang.
Das Publikum fluktuierte während der Aktionen; manche blieben kürzer, andere länger, manche kamen wiederholt. Die Zahl der Zuschauer lag zwischen wenigen und knapp hundert.

## Celtic+~~~
Celtic+~~~ fand am 5. April 1971 in einem Luftschutzbunker in Basel statt, wiederum in einer Zusammenarbeit von Beuys und Henning Christiansen. Der Edinburgher Aufführung wurde eine rituelle Fußwaschung vorangestellt, die Beuys an sieben Personen durchführte. Dann folgte nahezu identisch der Ablauf der Aktion wie in Edinburgh, allerdings behinderte die Enge des Kellerraums und das dichtgedrängte Publikum Beuys bei seiner Performance. Es folgte dann ein zusätzlicher Teil: Beuys hob eine Tafel mit der Notiz „Gralshüter Beuys“ vom Boden auf und schnallte sich unter unverständlichen Lauten jeweils eine Taschenlampe um beide Oberschenkel. Dann stieg er in eine mit Wasser gefüllte Badewanne und ließ sich von seinem Aktionspartner Christiansen Wasser aus einer Kanne über den Kopf schütten.
Die zusätzlichen Sequenzen waren von Joseph Beuys bei einer Aktionsveranstaltung am 5. Februar 1971 in Düsseldorf herausgebildet worden. Er betitelte sie mit ~~~ bzw. dem alternativen Namen Aquarius.

### Christus-Ikonografie
Das Reinigungsritus der Fußwaschung, so Beuys später, beziehe sich auf eine völlige Reinigung, eine grundlegende Heilung des gesamten sozialen Feldes – bis in die sozialen Organismen hinein: „Es ist die Unreinheit, die gereinigt werden muß. Denn so wie die Welt ist, darf sie nicht sein.“ Dabei wollte er sich nicht mit der Rolle des Christus und dem Ritus der Fußwaschung identifizieren, sondern auf das in jedem Menschen vorhandene spirituelle Potential hinweisen und dazu auffordern, dieses zu entwickeln: „Also, nicht daß ich die Rolle des Christus übernehme, sondern die Rolle des Menschen als einem, der diese Kraft hat.“ Der Begriff „Christentum“ werde vielfach als belastend wahrgenommen. „Dann fragt man sich: Wie kann man das, was ein Christusimpuls ist, herausarbeiten? Was ist das eigentlich? Ist das ein bloß historisches oder ist das ein gegenwärtig-reales Ereignis?“

## Rezeption
Uwe M. Schneede (1994) schreibt: „Celtic, diese - nach Aufwand und Echo beurteilt - auffälligste der Beuysschen Aktionen, hatte auf eine programmatische Weise die Umgestaltung durch Kunst zum Thema. Eine komplexe Kunstpraxis vorführend, in die Gestik und Körper, Zeichnung und Sprache, Musik und Film, Zeit und Raum gleichrangig einbegriffen waren, forderte und demonstrierte diese Aktion die Ablösung des alten Kunstbegriffs durch einen neuen. Dabei griff sie christliche und außerchristliche Riten auf, um dergestalt die spirituelle Erneuerung unter sozialen Gesichtspunkten zu behaupten.“